# Império Lapeano
GRCSES Império Lapeano é uma escola de samba da cidade de São Paulo, sendo sediada na fixada no bairro da Vila Leopoldina. Seu nome é uma homenagem ao distrito da Lapa, distrito vizinho à Vila Leopoldina. Sua antiga denominação, a qual ainda aparece no site da UESP, era GRCSEE Império Lapeano.

## História
Na década de 50, no Parque da Lapa o time Flor do Parque Futebol Clube foi fundado. Vinte anos depois parte da torcida começou a levar instrumentos para animar seus jogos, daí que surgiu a ideia de se fundar uma escola de samba.
No início era um foi um bloco carnavalesco chamado "A Voz do Morro", que fez seu primeiro desfile na cidade de Porto Feliz, e com o tempo, o bloco foi amadurecendo e no dia 27 de Abril de 1974, foi fundada a escola de samba Império Lapeano.
Em 2009 apresentou o enredo sobre a Bossa Nova. denominado  Nossa gente, nossa música, nossa história - bodas de ouro pra Bossa Nova, de Cícero Carlos da Silva, onde terminou na 6º colocação. com 171,75 pontos permanecendo no Grupo 2 da UESP, em 2010.
Em 2010, o Império Lapeano teve como enredo Já que nem tudo tem jeito, O melhor é acreditar e deixar a vida te levar!.foi um ano ruim, pois a escola cai para o GRUPO III
Em 2011, A Império Lapeano veio com o enredo "No sorriso inocente a certeza de um amanhã melhor", obtendo 3º lugar. Assim, junto com Os Bambas e a campeã Colorado do Brás, alcançou o direito de voltar a desfilar no GRUPO II em 2012.

## Segmentos

### Presidentes
| Nome                     | Mandato        | Ref.  |
| ------------------------ | -------------- | ----- |
| Luiza Fonseca "Luizinha" | ? - atualidade | [ 1 ] |

### Diretores
| Ano  | Carnavalesco         | Diretor geral de harmonia      | Mestre de bateria | Ref.  |
| ---- | -------------------- | ------------------------------ | ----------------- | ----- |
| 2014 | Carlos Marques       | Camila Fonseca                 | Emerson Colorado  | [ 1 ] |
| 2015 | Comissão de Carnaval | Franscico Aparecido dos Santos | Colorado          | [ 2 ] |
| 2016 |                      |                                |                   |       |
| 2017 | Carlos Marques       | Marcia Gorette                 | Mestre Tipão      |       |
| 2018 | Comissão de Carnaval | Marcia Gorette                 | Mestre Tipão      |       |
| 2019 | Éden Martiniano      | Marcia Gorette                 | Mestre Tião       |       |
| 2020 | Comissão de Carnaval | Marcia Gorette                 | Mestre Tião       |       |
| 2022 | Comissão de Carnaval | Marcia Gorette                 | Mestre Dani       |       |

### Coreógrafo
| Ano  | Nome  | Ref. |
| ---- | ----- | ---- |
| 2020 | Angel |      |

### Casal de Mestre-sala e Porta-bandeira
| Ano  | 1º Casal                           | 2º Casal         | 3º Casal              | 4º Casal           | Apresentador Oficial | Ref.  |
| ---- | ---------------------------------- | ---------------- | --------------------- | ------------------ | -------------------- | ----- |
| 2013 | Daniel Oliveira e Simone Costa     |                  |                       |                    |                      |       |
| 2014 | Raphael Dias e Simone Costa        |                  |                       |                    |                      |       |
| 2015 | Júlio César e Nicinha Simpatia     |                  |                       |                    |                      | [ 1 ] |
| 2016 | Júlio César e Nicinha Simpatia     |                  |                       |                    |                      |       |
| 2017 | Júlio César e Nicinha Simpatia     | Leo e Charles    | Milena e Lucas        |                    |                      |       |
| 2018 | Charles e Leonilde                 | Dani e Lucas     |                       |                    | César                |       |
| 2019 | Lucas Chiminazzo e Scarlet Santana | Juliana e Julio  | Mariana e Julio César | Beatriz e Jhonatas | Anderson Martins     |       |
| 2020 | Lucas Chiminazzo e Scarlet Santana | Rachel e Eduardo | Bia e Jônatas         |                    | Anderson Martins     |       |

### Corte de Bateria
| Ano  | Rainha da Bateria | 1ª Princesa  | 2ª Princesa | Madrinha da Bateria | Musa da Bateria | Diva da Bateria | Ref.  |
| ---- | ----------------- | ------------ | ----------- | ------------------- | --------------- | --------------- | ----- |
| 2014 | Caroline Garcia   | -            | -           | -                   | -               | -               |       |
| 2015 | Caroline Garcia   | -            | -           | Mariza de Paula     | Lana Rocha      | Renatta Ayalla  | [ 2 ] |
| 2016 | Caroline Garcia   | -            | -           | Mariza de Paula     | Lana Rocha      | -               |       |
| 2017 | Lana Rocha        | -            | -           | Mariza de Paula     | -               | -               |       |
| 2018 | Mariza de Paula   | -            | -           | -                   | -               | -               |       |
| 2019 | Rhawane Izzidoro  | Aline Bombom | Celly Opará | -                   | -               | -               |       |
| 2020 | Rhawane Izzidoro  | Aline Bombom | Celly Opará | -                   | -               | -               |       |

### Corte de Carnaval
| Ano  | Madrinha da Escola | Musa da Escola  | Passista de Ouro | Passista de Diamante | Passista de Prata | Ref. |
| ---- | ------------------ | --------------- | ---------------- | -------------------- | ----------------- | ---- |
| 2014 | -                  | Luciane Stefano | Marcus Engel     | Wel Black            | Diego Oliveira    |      |
| 2015 | -                  | Luciane Stefano | Marcus Engel     | Wel Black            | -                 |      |

## Carnavais
| Ano  | Colocação | Grupo | Enredo | Carnavalesco | Intérprete | Ref           |
| ---- | --- | --- | --- | --- | --- | ------------- |
| 1975 | 9º Lugar | 3-UESP | Relembrando Velhos Carnavais | | |               |
| 1976 | 3º Lugar | 3-UESP | Descobrimento do Brasil | | |               |
| 1977 | Vice-campeã | 2-UESP | Glórias e histórias da Lapa | | |               |
| 1978 | 12º Lugar | 1-UESP | Fernão Dias, "O Hércules do Sertão" | | |               |
| 1979 | 11º Lugar | 2-UESP | Datas Imortais | | |               |
| 1980 | 6º Lugar | 3-UESP | Naiá, Estrela das Águas | | |               |
| 1981 | 8º Lugar | 3-UESP | O Coreto da Folia | | |               |
| 1982 | 11º Lugar | 3-UESP | Fabulas Fabulosas! | | |               |
| 1983 | Vice-campeã | 4-UESP | No Reino de Momo é só Alegria | | |               |
| 1984 | 7º Lugar | 3-UESP | Caiu na Renda é Folião | | |               |
| 1985 | 7º Lugar | 3-UESP | O Que Faz Sorrir | | |               |
| 1986 | 4º Lugar | 3-UESP | Sabarabuçu | | |               |
| 1987 | 5º Lugar | 3-UESP | Sete Coroas, Sete Reis | | |               |
| 1988 | 9º Lugar | 2-UESP | A Cidade Encantada da Amazônia | | |               |
| 1989 | 3º Lugar | 2-UESP | Bahia - Patrimônio Mundial | | |               |
| 1990 | 11º Lugar | 2-UESP | Mosaico de Uma Raça Compositores:Odival Ferrasa e José de Macedo e Silva                                                                                | | | [ 3 ]         |
| 1991 | 6º Lugar | 3-UESP | Natureza, Paraíso Ameaçado | | |               |
| 1992 | 4º Lugar | 3-UESP | Universo nas Mãos | | |               |
| 1993 | 9º Lugar | 2-UESP | Nossa Branca de Fé Compositor: Nelson Dalla Rosa. | | |               |
| 1994 | 4º Lugar | 3-UESP | Voltar aos Tempos de Criança | | |               |
| 1995 | 7º Lugar | 3-UESP | Vivendo de Ilusão Compositores:Nelson Dalla Rosa e Edson Salim                                                                                          | | | [ 4 ]         |
| 1996 | 9º Lugar | 3-UESP | Floresta Encantada | | Bernadete, Bete e Edson                                                                                                |               |
| 1997 | 7º Lugar | 3-UESP | Nós vamos invadir sua praia | | |               |
| 1998 | 3º Lugar | 3-UESP | O Ser Humano, Seus Medos e Suas Fantasias | | |               |
| 1999 | Vice-campeã | 3-UESP | A Império nas Águas do Reino de Netuno | | |               |
| 2000 | 3º Lugar | 2-UESP | Folclore - A Cultura de um Povo | | |               |
| 2001 | 3º Lugar | 2-UESP | 2001: A Era Dourada de Aquário | Henry Domingues e Wagner Colzato                                                                                       | |               |
| 2002 | 3º Lugar | 2-UESP | Muyrakitan e Tembetá: O Talismã do Amor | Henry Domingues e Wagner Colzatto                                                                                      | Paula Cavalcante e Bete                                                                                                |               |
| 2003 | 6º Lugar | 2-UESP | Brasil: Um País Chamado Tinta | Gelson dos Santos | Paula Cavalcante e Bete                                                                                                |               |
| 2004 | 7º Lugar | 2-UESP | Lapa, Passagem Obrigatória na História da Cidade de São Paulo Compositor: Zé Gomes.                                                                     | | Marcelo |               |
| 2005 | Campeã | 2-UESP | Música entre notas e acordes, gosto não se discute | Gilson Coelho | Paula Cavalcante e Bernadete                                                                                           |               |
| 2006 | 5º Lugar | 1-UESP | Há Várias Maneiras de Declarar; Mas Amar é Sempre Amar                                                                                                  | Carlos Marques | Paula Cavalcante e Bernadete                                                                                           |               |
| 2007 | 10º Lugar | 1-UESP | Doar e doar-se com muito amor ao próximo "Cruz Vermelha"                                                                                                | Cícero Carlos da Silva                                                                                                 | Paula Cavalcante e Bernadete                                                                                           |               |
| 2008 | 6º Lugar | 2-UESP | Mistérios e Histórias Que Pouco Conhecemos da África Ocidental - Civilização NOK                                                                        | Cícero Carlos da Silva                                                                                                 | |               |
| 2009 | 6º Lugar | 2-UESP | Nossa gente, nossa música, nossa história - bodas de ouro pra Bossa Nova                                                                                | Cícero Carlos da Silva                                                                                                 | |               |
| 2010 | 11º Lugar | 2-UESP | Já que nem tudo tem jeito, O melhor é acreditar e deixar a vida te levar!                                                                               | Carlos Marques | Tchesco SN |               |
| 2011 | 3º Lugar | 3-UESP | No sorriso inocente, a certeza de um amanhã melhor. sonhando, sorrindo e brincando. Sou criança e o futuro eu posso mudar Compositor: Paula Cavalcante. | Comissão de Carnaval                                                                                                   | Paula Cavalcante |               |
| 2012 | 7º Lugar | 2-UESP | Nossos filhos merecem viver em um mundo melhor, está nas minhas e nas tuas mãos Compositor: Paula Cavalcante.                                           | Jorge Marques | Paula Cavalcante |               |
| 2013 | 10º Lugar | 2-UESP | As estações no tempo da vida! | Eduardo Caetano | Paula Cavalcante |               |
| 2014 | 9º Lugar | 2-UESP | A magia das águas... A Senhora do mar Compositores: Antônio Mendes de Lima Neto                                                                         | Eduardo Caetano | Paula Cavalcante e Andre Menezes                                                                                       | [ 1 ]         |
| 2015 | 3° Lugar | 2-UESP | São Paulo de futuro e grandeza, seu povo sua maior riqueza Compositores:Toninho Penteado                                                                | Carlos Marques | Vitor Divinal | [ 2 ]         |
| 2016 | 9º lugar | 2-UESP | Um sorriso, um abraço, um aperto de mão! Amizade o combustível pra felicidade. Compositores:Alice Rodrigues, Negro Guima e Ricardinho Poeta             | Carlos Marques | Vitor Divinal | [ 5 ]         |
| 2017 | 8º lugar | 2-UESP | O bom filho, não foge a luta! Escolhe em qual mentira acreditar? Não desiste nunca...                                                                   | Carlos Marques | Vitor Divinal | [ 6 ]         |
| 2018 | 9º lugar | 2 da UESP | A Império pediu e a Liga da Justiça se Uniu | Comissão de Carnaval                                                                                                   | Birinha do Dendê | [ 7 ]         |
| 2019 | 8º lugar | Especial de Bairros | As gargalhadas que ecoam na noite. Nas encruzilhadas podemos te encontrar. Saudação a todas as pombas giras                                             | Éden Martiniano | Vitor Divinal | [ 8 ]         |
| 2020 | 11º Lugar | Especial de Bairros | Louco é quem não vive no mundo da loucura! | Comissão de Carnaval                                                                                                   | Vitor Divinal | [ 9 ]         |
| 2021 | Inicialmente adiados para o mês de julho, os desfiles do Carnaval 2021 foram cancelados devido a pandemia de Covid-19. | Inicialmente adiados para o mês de julho, os desfiles do Carnaval 2021 foram cancelados devido a pandemia de Covid-19. | Inicialmente adiados para o mês de julho, os desfiles do Carnaval 2021 foram cancelados devido a pandemia de Covid-19.                                  | Inicialmente adiados para o mês de julho, os desfiles do Carnaval 2021 foram cancelados devido a pandemia de Covid-19. | Inicialmente adiados para o mês de julho, os desfiles do Carnaval 2021 foram cancelados devido a pandemia de Covid-19. | [ 10 ]        |
| 2022 | 10º Lugar | Acesso 1 de Bairros | Tem que ter fé! A chama do candeeiro, do meu amém ao seu axé…                                                                                           | Carlos Marques | | [ 11 ] [ 12 ] |
| 2023 | 9º Lugar | Acesso 1 de Bairros | Hakuna Matata - Somos guerreiros Lapeanos, somos fortes e valentes!                                                                                     | | | [ 13 ]        |
| 2024 | 7º Lugar | Acesso 1 de Bairros | Luisa Mahin, a Revolucionária dos Malés | Diego Falanga | Cleber Dantas | [ 14 ]        |